# Кармаскалинський район
Кармаскали́нський район (рос. Кармаскалинский район, башк. Ҡырмыҫҡалы районы) — адміністративна одиниця Республіки Башкортостан Російської Федерації.
Адміністративний центр — село Кармаскали.

## Населення
Населення району становить 49285 осіб (2019, 51504 у 2010, 54585 у 2002).
Динаміка аціонального складу населення району:
| Рік  | башкири ос. | башкири % | татари ос. | татари % | росіяни ос. | росіяни % | Усього ос. |
| ---- | ----------- | --------- | ---------- | -------- | ----------- | --------- | ---------- |
| 1970 | 12 289      | 21.3 %    | 25 863     | 44.8 %   |             |           | 57 743     |
| 1989 | 10 471      | 22,9 %    | 21 756     | 47,6 %   |             |           | 45 680     |
| 2002 | 23 296      | 42,68 %   | 15 811     | 28,97 %  | 8 767       | 16.06 %   | 54 585     |

## Адміністративно-територіальний поділ
На території району 16 сільських поселень, які називаються сільськими радами:
| Поселення                      | Площа, км² | Населення, осіб (2002) | Населення, осіб (2010) | Населення, осіб (2019) | Центр          | Населені пункти |
| ------------------------------ | ---------- | ---------------------- | ---------------------- | ---------------------- | -------------- | --------------- |
| Адзітаровська сільська рада    | 123,10     | 1454                   | 1126                   | 927                    | Адзітарово     | 12              |
| Бузов'язівська сільська рада   | 99,14      | 2243                   | 1979                   | 1813                   | Бузов'язи      | 4               |
| Єфремкинська сільська рада     | 99,72      | 2478                   | 2287                   | 1988                   | Єфремкино      | 11              |
| Кабаковська сільська рада      | 169,56     | 5452                   | 5384                   | 5454                   | Кабаково       | 11              |
| Карламанська сільська рада     | 71,61      | 5605                   | 5575                   | 5161                   | Улукулево      | 9               |
| Кармаскалинська сільська рада  | 99,85      | 8703                   | 9400                   | 9716                   | Кармаскали     | 7               |
| Комишлінська сільська рада     | 144,00     | 1800                   | 1493                   | 1372                   | Комишлінка     | 7               |
| Ніколаєвська сільська рада     | 78,45      | 2818                   | 2675                   | 2710                   | Константиновка | 4               |
| Новокієшкинська сільська рада  | 125,42     | 3452                   | 3011                   | 2665                   | Нові Кієшки    | 8               |
| Підлубовська сільська рада     | 195,74     | 3465                   | 2972                   | 2970                   | Підлубово      | 10              |
| Прибільська сільська рада      | 12,36      | 5501                   | 5345                   | 4883                   | Прибільський   | 3               |
| Савалеєвська сільська рада     | 128,90     | 2694                   | 2487                   | 2351                   | Савалеєво      | 7               |
| Сахаєвська сільська рада       | 97,43      | 3051                   | 3251                   | 3090                   | Сахаєво        | 8               |
| Старобабичевська сільська рада | 95,84      | 1333                   | 1158                   | 1010                   | Старобабичево  | 9               |
| Старомусинська сільська рада   | 69,15      | 2499                   | 1591                   | 1548                   | Старомусино    | 6               |
| Шаймуратовська сільська рада   | 140,61     | 2037                   | 1770                   | 1627                   | Шаймуратово    | 6               |

## Найбільші населені пункти
| №  | Населений пункт | Населення, осіб (2002) | Населення, осіб (2010) |
| -- | --------------- | ---------------------- | ---------------------- |
| 1  | Кармаскали      | 7 843                  | 8 540                  |
| 2  | Прибільський    | 4 959                  | 4 859                  |
| 3  | Улукулево       | 4 537                  | 4 546                  |
| 4  | Кабаково        | 3 072                  | 3 141                  |
| 5  | Константиновка  | 1 767                  | 1 691                  |
| 6  | Сахаєво         | 1 390                  | 1 615                  |
| 7  | Бузов'язи       | 1 624                  | 1 492                  |
| 8  | Нові Кієшки     | 1 238                  | 1 105                  |
| 9  | Савалеєво       | 1 047                  | 1 013                  |
| 10 | Сарт-Чишма      | 993                    | 908                    |